# Juan Gómez (pittore)

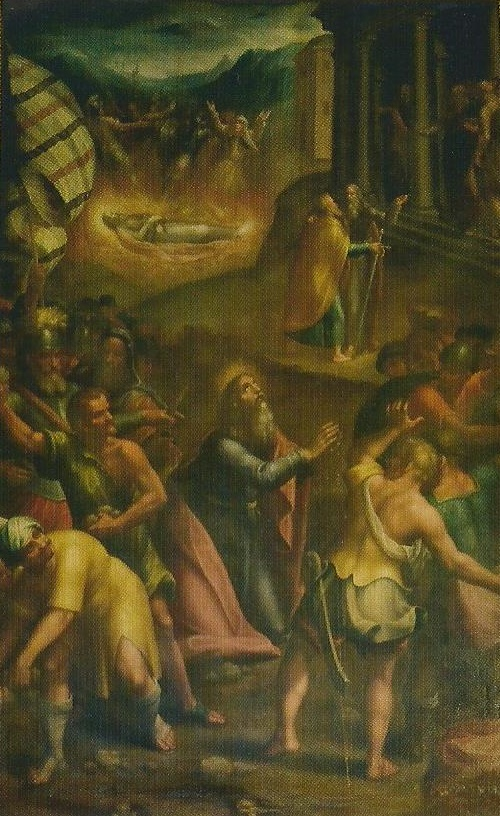
Martirio di san Bernabé, pala maggiore della chiesa di San Bernabé (L'Escorial).

Juan Gómez (Cuenca, 1555 circa – San Lorenzo de El Escorial, 1597) è stato un pittore spagnolo, membro di una famiglia di artisti e padre dell'architetto Juan Gómez  de Mora.

## Biografia
Figlio di Gonzalo Gómez e nipote di Martín Gómez il Vecchio, a partire dal 1572 è documentato come testimone e partecipe in contratti firmati dal padre. Nel 1581, già in proprio, assieme allo scultore Giraldo di Flugo, ottenne la commissione per una immagine dell'Immacolata da una chiesa di Olmeda de la Cuesta. Questa collaborazione con lo scultore venne ripetuta alcuni anni dopo, quando entrambi assunsero l'impegno di realizzare un'immagine di San  Sebastiano a Culebras e una Vergine con il Bambino a Bólliga.
Sposò in data ignota Francisca di Mora, figlia di un calzolaio e sorella di Francisco de Mora, e dal matrimonio nacquero almeno otto figli, i quattro primi battezzati a Cuenca tra il 1585 e il 1590 e gli ultimi quattro a Madrid e a San Lorenzo de El Escorial dal 1592 al 1597. Nel 1585 divenne capo della bottega di famiglia, nella quale, almeno nei primi tempi e compiendo la volontà paterna, collaborò suo fratello Martín Gómez il Giovane. Entrambi lavorarono alla conclusione della pala maggiore di Zafra de Záncara, avviata dal loro padre, e nel convento di Gesù e María di Huete. In alcune occasioni collaborò anche con Fernando Mayorga e con Bartolomé Matarana, nel 1587, realizzando la pala del convento di San Francisco di Cuenca.
Nel 1592, in concomitanza  dell'ascesa di suo cognato nel favore del re, si trasferì con la famiglia a Madrid, iniziando a lavorare nel monastero dell'Escorial, per il quale, quello stesso anno, dipinse una tela del Bambino perso che gli valse un compenso di quattrocento reali. Nel 593 venne nominato pittore del re, con uno stipendio di cento ducati annuali. In tale veste dipinse alcune storie di san Gerolamo per i chiostri piccoli del monastero e ritoccò i dipinti degli altari delle reliquie, di Federic, che non erano stati di gradimento del re. Nel 1595 e 1596 emerse tra diversi candidati per l'esecuzione della pala maggiore ordinata dalla infanta Isabella, per la chiesa parrocchiale dell'Escorial, dedicata a san Bernabé, nella quale fu sepolto il 24 novembre 1597, dopo essere deceduto improvvisamente a causa di un colpo apoplettico.
Sono queste opere de El Escorial, dipinte secondo José de Sigüenza in uno stile dolce, di colore "harto apacible, y de mucha devoción", le uniche che si gli possono attribuire con sicurezza, essendo andata perduta tutta la produzione documentata del suo lavoro a Cuenca, a quella alla quale potrebbero corrispondere alcune tavole della vita di santa Lucia della chiesa della Trinidad di Alarcón.